# Saint-Laurent-d'Andenay
Saint-Laurent-d'Andenay é uma comuna francesa na região administrativa de Borgonha-Franco-Condado, no departamento Saône-et-Loire. Estende-se por uma área de 11,45 km². Em 2010 a comuna tinha 1 032 habitantes (densidade: 90,1 hab./km²).